# Aimé Jacquet
Aimé Jacquet (ur. 27 listopada 1941 w Sail-sous-Couzan nad Loarą) – francuski piłkarz i trener piłkarski. W latach 1994–98 był selekcjonerem reprezentacji Francji, z którą w 1998 roku zdobył mistrzostwo świata.

## Kariera piłkarska
Jacquet rozpoczynał swoją karierę piłkarską w lokalnym amatorskim klubie US Couzan, jednocześnie pracował w fabryce. W 1961 roku przeszedł do AS Saint-Étienne, z którym, w okresie jego największej świetności, zdobył pięć tytułów mistrza kraju i trzykrotnie triumfował w rozgrywkach o Puchar Francji. W 1973 roku został zawodnikiem Olympique Lyon, gdzie w wieku trzydziestu pięciu lat zakończył karierę.

## Sukcesy piłkarskie

### AS Saint-Étienne
- Mistrzostwo Francji: 1964, 1967, 1968, 1969, 1970
- Puchar Francji: 1962, 1968, 1970
- Superpuchar Francji: 1967, 1968, 1969

W reprezentacji Francji rozegrał w 1968 roku dwa mecze

## Kariera trenerska
Po zakończeniu kariery sportowej Jacquet kontynuował pracę w futbolu jako szkoleniowiec i przez cztery lata prowadził Olympique Lyon. W 1980 został trenerem Girondins Bordeaux i z ówczesnego ligowego średniaka stworzył drużynę, która w drugiej połowie lat 80., zdobywając trzy tytuły mistrza kraju i dwa Puchary Francji, osiągnęła pozycję najlepszego i najefektowniej grającego zespołu francuskiego. Jednak w 1989 roku, po kilku słabszych meczach, prezydent Claude Bez wręczył mu wymówienie. Jacquet podjął pracę w mniej utytułowanym Montpellier HSC, skąd w 1990 roku przeniósł się do AS Nancy.
W 1991 roku został asystentem trenera drużyny narodowej Gérarda Houlliera. Po tym jak Francja przegrała eliminacje do Mistrzostw Świata 1994 z Izraelem i Bułgarią Houllier zrezygnował, a jego następcą został Jacquet, ale jako trener tymczasowy. Po obiecujących wynikach w meczach towarzyskich (Francja w latach 1994-96 – przez trzydzieści jeden spotkań – nie doznała porażki) podpisał stałą umowę. Pierwszym sukcesem nowego selekcjonera był awans do Euro 1996, gdzie ekipa z Didier Deschamps'em, Zinedinem Zidanem i Christianem Karembeu na czele odpadła w półfinale.
Jeszcze w trakcie przygotowań do Euro 1996 Jacquet zrezygnował z usług faworytów kibiców i mediów Érica Cantony, Jean-Pierre’a Papina i Davida Ginoli. Z tego powodu przetoczyła się przez francuską prasę ostra krytyka pod adresem selekcjonera, a co bardziej radykalne głosy wzywały go do dymisji. Krytyczne opinie podtrzymywano do czasu Mistrzostw Świata w 1998 roku, których Francja była gospodarzem. Już po pierwszych meczach światowego czempionatu reprezentacja dowodzona przez Jacqueta dzięki efektownej i rozsądnej grze zamknęła usta wszystkim niezadowolonym, a po zwycięskim 3:0 finale z Brazylią szkoleniowiec stał się jednym z narodowych bohaterów.
Po tym meczu Jacquet rozstał się nie tylko reprezentacją (jego bilans: 53 mecze, 37 zwycięstw – 11 remisów – 5 porażek), ale i z pracą szkoleniową. Od 1999 roku jest dyrektorem technicznym kadry oraz działa we Francuskim Związku Piłki Nożnej.

## Sukcesy trenerskie

### Girondins Bordeaux
- Mistrzostwo Francji: 1984, 1985 i 1987
- Puchar Francji: 1986, 1987
- Superpuchar Francji: 1987
- Półfinał Pucharu Mistrzów: 1985

### Reprezentacja Francji
- Półfinał Mistrzostw Europy: 1996
- Mistrz Świata: 1998